# اشمیت تریگر
اشمیت تریگر (به انگلیسی: Schmitt trigger) یک مدار مقایسه کننده است که در آن از فیدبک مثبت استفاده شده است.
در وضعیت غیر معکوس، هنگامی که ورودی بیشتر از یک مقدار مشخص، که به عنوان آستانه انتخاب شده است، شود، خروجی High یا یک می‌شود و هنگامی که ورودی کمتر از مقدار مشخص شده ی دیگر که به عنوان آستانه انتخاب شده، شود، خروجی low یا صفر می شود. هنگامی که ورودی بین این دو مقدار باشد خروجی حالت خود را حفظ می کند.
از اشمیت تریگر در ورودی آی سی ها برای تبدیل موج سینوسی به مربعی یا اصلاح صفر و یک‌های خراب شده به علت نویز و اعوجاج
استفاده می شود.

## مشخه ی منحنی
به منحنی عملکرد اشمیت تریگر به ازای ورودی‌های مختلف، منحنی هیسترزیس می گویند.
|  |  |  |

## اشمیت تریگرترانزیستوری

اشمیت تریگر ترانزیستوری

در تصویر بالا اشمیت تریگر ترانزیستوری دیده می شود.

## اشمیت تریگر بااپ امپ741(تقویت کننده عملیاتی741)
در زیر تصویر اشمیت تریگر با اپ امپ (تقویت کننده عملیاتی) دیده می شود.

اشمیت تریگر با اپ امپ

منحنی هیسترزیس اشمیت تریگر با اپ امپ

## آی سی هایاشمیت تریگر
- 7413: Dual Schmitt trigger 4-input NAND Gate
- 7414: Hex Schmitt trigger Inverter
- 7419: Hex Schmitt trigger Inverter
- 74121: Monostable Multivibrator with Schmitt Trigger Inputs
- 74132: Quad 2-input NAND Schmitt Trigger
- 74221: Dual Monostable Multivibrator with Schmitt Trigger Input
- 74232: Quad NOR Schmitt Trigger
- 74240: Octal Buffer with Schmitt Trigger Inputs and Three-State Inverted Outputs(This device does not have Schmitt trigger inputs,just buffer)
- 74241: Octal Buffer with Schmitt Trigger Inputs and Three-State Noninverted Outputs(This device does not have Schmitt trigger inputs,just buffer)
- 74244: Octal Buffer with Schmitt Trigger Inputs and Three-State Noninverted Outputs(This device does not have Schmitt trigger inputs,just buffer)
- 74310: Octal Buffer with Schmitt Trigger Inputs
- 74540: Octal Buffer with Schmitt Trigger Inputs and Three-State Inverted Outputs
- 74541: Octal Buffer with Schmitt Trigger Inputs and Three-State Noninverted Outputs
- 74(HC/HCT)7541 Octal Buffer with Schmitt Trigger Inputs and Three-State Noninverted Outputs
- SN74LV8151 is a 10-bit universal Schmitt-trigger buffer with 3-state outputs